# The Rutles
För filmen, se All You Need Is Cash.
The Rutles var ett brittiskt parodiband (eller hyllningsband) till The Beatles. Bandet var först en del av en sketch i humorprogrammet "Rutland Weekend Television" 1975 som började med en patient som led av kärlekssånger och avslutades som en mini-dokumentär. Under sketchen framfördes låten "I Must Be In Love" av 60-talsbandet The Rutles.

## Medlemmar
The Rutles
- Ron Nasty (John Lennon-parodi, spelad av Neil Innes)
- Dirk McQuickly (Paul McCartney-parodi, spelad av Eric Idle)
- Stig O'Hara (George Harrison-parodi, spelad av Ricky Fataar)
- Barry Wom (Ringo Starr-parodi, spelad av John Halsey)

Musiker
- Neil Innes – piano, gitarr, keyboard, sång (Innes sjöng de John Lennon-inspirerade sångerna)
- John Halsey – slagverk, sång (Halsey sjöng de Ringo Starr-inspirerade sångerna)
- Ricky Fataar – gitarr, basgitarr, sitar, tabla, sång (Fataar sjöng de George Harrison-inspirerade sångerna)
- Ollie Halsall – gitarr, keyboard, sång (Halsall sjöng de Paul McCartney-inspirerade sångerna)
- Roger Rettig – gitarr
- Billy Bremner – gitarr
- Brian Hodgson – basgitarr
- Andy Brown – basgitarr
- Mark Griffiths – basgitarr, sång
- Mickey Simmonds – keyboard, sång
- Ken Thornton – gitarr, sång
- J.J. Jones – slagverk

## Diskografi
Studioalbum
- The Rutland Weekend Songbook (1976) (Eric Idle & Neil Innes)
- The Rutles (1978)
- Archaeology (1996)

Samlingsalbum
- The Rutles (1990)

EP
- Shangri-La (1996)

Singlar
- "I Must Be In Love" / "Doubleback Alley" (1978)
- "I Must Be In Love" / "Cheese & Onions" / "With A Girl Like You" (1978)
- "Let's Be Natural" / "Piggy In The Middle" (1978)

1993 utkom albumet Rutles Highway Revisited, en hyllning till The Rutles, med coverversioner av deras låter framförda av diverse artister, bland annat Galaxie 500, Tuli Kupferberg, Shonen Knife, Daniel Johnston och Bongwater.

## Filmografi
- All You Need Is Cash (1978)
- The Rutles 2: Can't Buy Me Lunch (2002)